# Rogério Miranda Silva
Rogério Miranda Silva (nacido el 24 de diciembre de 1984) es un futbolista brasileño que se desempeña como centrocampista.
Jugó para clubes como el Figueirense, Fortaleza, Al-Wasl, Ponte Preta, Bahia, Vissel Kobe y Ceará.

## Trayectoria

### Clubes
| Club           | País                   | Año         |
| -------------- | ---------------------- | ----------- |
| Figueirense    | Brasil                 | 2005 - 2008 |
| Paysandu       | Brasil                 | 2006        |
| Fortaleza      | Brasil                 | 2007 - 2008 |
| Al-Wasl        | Emiratos Árabes Unidos | 2008 - 2010 |
| Ponte Preta    | Brasil                 | 2009 - 2010 |
| Fortaleza      | Brasil                 | 2009        |
| Bahia          | Brasil                 | 2010        |
| Vissel Kobe    | Japón                  | 2011        |
| Ceará          | Brasil                 | 2012        |
| Náutico        | Brasil                 | 2012 - 2013 |
| Ceará          | Brasil                 | 2013 - 2014 |
| ABC            | Brasil                 | 2014        |
| Paysandu       | Brasil                 | 2015        |
| Qingdao Jonoon | China                  | 2015        |
| Capivariano    | Brasil                 | 2016        |